# Нижнее Сляднево
Нижнее Сляднево — деревня сельского поселения Волковское Рузского района Московской области. Население — 39 чел. (2010). До 2006 года Нижнее Сляднево входило в состав Покровского сельского округа.
Деревня расположена на севере района, примерно в 20 километрах севернее Рузы, на правом берегу реки Гряда (приток Озерны). Ближайший населённый пункт — деревня Верхнее Сляднево — в полукилометре на запад, высота центра над уровнем моря 194 м.

## Население
| 2002 | 2006 | 2010 |
| ---- | ---- | ---- |
| 47   | ↘46  | ↘39  |